# Hatim Essaouabi
Hatim Essaouabi (Arabisch: حاتم الصوابي) (Rabat, 13 december 2000) is een Marokkaans voetballer die sinds 2025 uitkomt voor KAA Gent.

## Clubcarrière
Essaouabi genoot zijn jeugdopleiding bij FAR Rabat. Op 28 juli 2021 maakte hij zijn officiële debuut voor het eerste elftal van de club: op de slotspeeldag van de Botola Pro liet trainer Sven Vandenbroeck hem in de 55e minuut invallen. In januari 2022 leende de club hem uit aan TAS de Casablanca, waarmee hij op 13 maart 2022 een bekerwedstrijd tegen JS Soualem (2-1-nederlaag) speelde. Na zijn terugkeer groeide hij uit tot een vaste waarde in de verdediging van FAR Rabat. Verspreid over alle competities speelde hij meer dan honderd officiële wedstrijden voor de club.
In juli 2024 ondertekende Essaouabi een vierjarig contract bij de Belgische eersteklasser KAA Gent.

## Interlandcarrière
Essaouabi is Marokkaans jeugdinternational.
2 Kotto ·
3 Brown ·
4 Watanabe ·
5 Lopes ·
6 Gandelman ·
8 Gerkens ·
9 Guðjohnsen ·
10 Omgba ·
11 Sonko ·
12 Gambor ·
13 Mitrović ·
14 Vanzeir‎ ·
15 Ito ·
16 Delorge ·
17 Hjulsager ·
18 Samoise ·
19 Surdez ·
20 Araújo ·
21 Dean ·
22 Fadiga ·
23 Torunarigha ·
24 Kums  ·
26 Fortin ·
27 De Vlieger ·
29 Varela ·
30 De Schrevel ·
32 Vandenberghe ·
33 Roef ·
35 De Meyer ·
45 Goore ·
Coach: Milićević
· Assistent-coach: Van Dessel